# 746
Раннє Середньовіччя. Триває чума Юстиніана. У Східній Римській імперії триває правління Костянтина V. Більшу частину території Італії займає Лангобардське королівство, деякі області належать Візантії. У Франкському королівстві формально править король Хільдерих III, але фактична влада розділена між синами Карла Мартела. Піренейський півострів, окрім Королівства Астурія, в руках маврів. В Англії триває період гептархії. Центр Аварського каганату лежить у Паннонії. Існують слов'янські держави: Карантанія та Перше Болгарське царство.
Омеядський халіфат займає Аравійський півострів, Сирію, Палестину, Персію, Єгипет, Північну Африку та Піренейський півострів. У Китаї править династія Тан. Індія роздроблена. У Японії триває період Нара. Хазарський каганат підпорядкував собі кочові народи на великій степовій території між Азовським морем та Аралом. Виник Уйгурський каганат.
На території лісостепової України в VIII столітті виділяють пеньківську й корчацьку археологічні культури. У VIII столітті тривало швидке розселення слов'ян. У Північному Причорномор'ї співіснують різні кочові племена, зокрема булгари, хозари, алани, авари, тюрки, кримські готи.

## Події
- Триває чума у Візантії, Сицилії, на півдні Італії.
- Франкський мажордом Карломан влаштував криваву різанину в Каннштатті, винищивши майже всю алеманську знать.
- Халіф Марван II побив хариджитів у Месопотамії.
- Абу Муслім зібрав у Хорасані військо, відкрите для неарабів, для боротьби з Омеядами.
- Візантійський василевс Костянтин V побив арабів у Сирії. Він переселив монофізитів звідти у Фракію, щоб компенсувати зростання слов'янського населення.
- Візантійці відбили в арабів Кіпр.
- Тюрки, витіснені уйгурами, мігрували на захід, і своєю чергою потіснили печенігів до Аралу.